# Арпеджионе

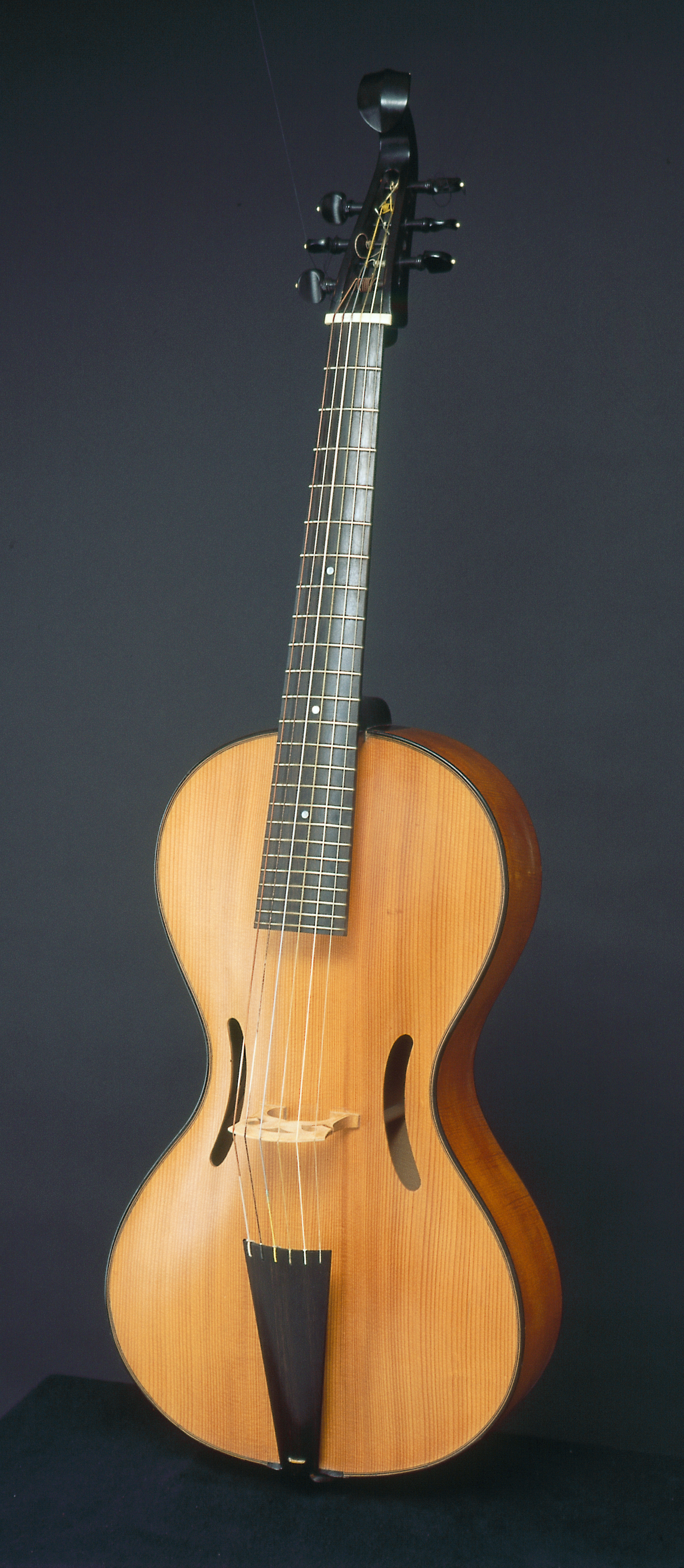
Арпеджионе Хеннинга Ашауэра 1968 года

Арпеджио́не или арпеджо́не (итал. Arpeggione от арпеджио; иначе гитара-виолончель или гитара любви, нем. Liebes-Guitarre, фр. Guitarre d'amour) — струнный смычковый музыкальный инструмент. Близок виолончели по размеру и способу звукоизвлечения, но, как и гитара, имеет шесть струн и лады на грифе.
Был сконструирован в 1823 году венским мастером Иоганном Георгом Штауфером; чуть позже аналогичный инструмент был создан в Пеште Петером Тойфельсдорфером. Подразумевалось, что такой инструмент будет удобнее всего для сочетания приёмов игры на смычковых и щипковых инструментах.
В течение 1820-х годов арпеджионе пользовался определённой популярностью. Главный редактор «Всеобщей музыкальной газеты» Фридрих Август Канне писал о новом инструменте:

«Красота звука, в высоких регистрах имеющего большое сходство с гобоем, а в басах напоминающего бассетгорн, приведёт знатока в изумление… Обаяние и проникновенность инструмента равно превосходны»

(Allgemeine musikalische Zeitung, 1 марта 1823 г.)
Первым исполнителем на арпеджионе стал Винценц Шустер, переложивший для него ряд произведений композиторов-современников (Людвига Шпора, Бернхарда Ромберга и др.). Шустер же в 1824 году первым исполнил специально написанную для арпеджионе и фортепиано Сонату Франца Шуберта, а в 1825 году опубликовал руководство по игре на арпеджионе.
Однако уже спустя десятилетие после своего изобретения инструмент в значительной степени был забыт. Сонату Шуберта стали исполнять на виолончели или альте, а слово «Арпеджионе» часто фигурирует в качестве её названия. И только в конце XX века, с общим ростом интереса к аутентичному звучанию, об арпеджионе вспомнили. В частности, немецкий исполнитель Герхард Дармштадт записал альбом произведений для арпеджионе, играя на точной копии инструмента начала XIX века, изготовленной современным мастером. Известным исполнителем на этом инструменте является итальянская гамбистка Амели Шеман.

## Известные произведения
- Франц Шуберт. Соната «Арпеджионе» (Arpeggione Sonata (a-moll), D. 821) (1824)[1]